# 日本心理学会
公益社団法人日本心理学会（にほんしんりがっかい、英文名称：The Japanese Psychological Association）は、心理学の進歩普及を図ることを目的として1927年（昭和2年）4月7日に創立された学術団体。略称は日心。

## 概要
1994年（平成6年）には、文部省（当時）より認可を受け社団法人となった。 2018年3月末の会員数は7,855名。2019年現在の理事長は坂上貴之（慶応義塾大学教授）。
和文機関誌「心理学研究」、英文機関誌「Japanese Psychological Research」、心理学情報誌「心理学ワールド」を刊行し、毎年全国規模の学術研究大会を開催している。認定心理士の資格認定機関であり、認定心理士研修会を開催するほか、公開講演会、公開シンポジウムの開催等の事業も行なっている。
国際的には、1951年の第13回国際心理学会議を機に、日本の心理学系学術団体を代表して国際心理科学連合（International Union of Psychological Science）に加盟している。

## 沿革
- 1927年（昭和2年） - 創立、初代会長は松本亦太郎
- 1951年（昭和26年） - 国際心理科学連合に加盟
- 1994年（平成6年） - 文部省（当時）所管の社団法人化
- 2011年（平成23年） - 公益社団法人化へ移行

## 機関誌
- 心理学研究
- Japanese Psychological Research

## 加盟団体
- 日本心理学諸学会連合
- 国際心理科学連合